# Thu Kamkasomphou
Thu Kamkasomphou , née le 12 octobre 1968 à Savannakhet au Laos, est une pongiste handisport française.

## Carrière
Née au Laos, elle arrive en France, à Rennes précisément, à l'âge de douze ans et commence le tennis de table la même année.
Promise à un bel avenir, elle intègre rapidement le Centre de haut niveau de Caen. Elle atteint même la 8e place junior nationale. Malheureusement, à l'âge de 18 ans, on lui diagnostique une périartérite noueuse (PAN) et elle doit abandonner la compétition chez les valides. Elle arrête quelques années avant qu'on lui propose, en 2000, de participer aux qualifications pour les Jeux paralympiques de Sydney. Elle remporte les deux tournois et se qualifie pour les Jeux, où elle remporte le titre en classe 8. À Athènes, elle remporte la médaille de bronze par équipe.
Elle représente la France aux Jeux paralympiques d'été de 2008, en classe 8, et remporte pour la deuxième fois de sa carrière la médaille d'or dans sa catégorie, battant en finale la Suédoise Josefin Abrahamsson 3-0.
Lors des Jeux paralympiques de Londres, elle remporte la médaille d'argent en s'inclinant (11-3, 11-4, 12-14, 11-5) face à la Chinoise Mao Jingdian. Depuis 2007, Thu Kamkasomphou n'avait pas été battue lors de compétitions internationales. Quatre ans plus tard à Rio, elle obtient la même médaille en s'inclinant (11-6, 11-8, 11-3) là aussi face à la Chinoise Mao.
Lors des Championnats du monde de 2018 en Slovénie, elle est médaillée d'argent, encore une fois battue par la Chinoise Mao.
En 2019, elle remporte son septième titre de championne d'Europe aux Championnats d'Europe handisport 2019.
En 2021, lors des jeux paralympiques de Tokyo, elle obtient la médaille de bronze en individuel et en double.
En juin 2024, la pongiste participe au relais de la flamme olympique 2024 lors du passage dans Vitré.

## Palmarès

### Jeux paralympiques
Elle a participé à 6 éditions des Jeux paralympiques :
- Championne paralympique en 2000
- Médaillée de bronze en 2004
- Championne paralympique en 2008
- Médaillée d'argent en 2012 à Londres
- Médaillée d'argent en 2016 à Rio
- Médaillée de bronze en simple et par équipe en 2021 à Tokyo

### Championnats du monde
- Médaille de bronze en 2002 à Taïwan
- Vice-championne du monde en 2006 en Suisse
- Championne du monde en 2010 en Corée
- Médaillée de bronze à Pékin en 2014
- Vice-championne du monde en 2018 en Slovénie
- 🥇Championne du monde en 2022 à Sheffield

### Championnats d'Europe
- Championne d'Europe en 2001 en Allemagne
- Championne d'Europe en 2003 en Croatie
- Championne d'Europe en 2005 en Italie
- Championne d'Europe en 2007 en Slovénie
- Championne d'Europe en 2009 en Italie
- Championne d'Europe en 2011 en Croatie
- Championne d'Europe en 2013 à Lignano (Italie)
- Médaillée de bronze en 2015 à Velje (Danemark)
- Championne d’Europe en 2019 en Suède
- 🥉Médaillée de bronze  en 2023

### Championnats de France
- 17 fois championne de France : de 2000 à 2011, 2014 , 2016, 2018[13], 2021, 2023

## Décoration
- Commandeur de l'ordre national du Mérite[14]